# Jämnbred dammblomfluga
Jämnbred dammblomfluga (Anasimyia transfuga) är en tvåvingeart som först beskrevs av Carl von Linné 1758.  Jämnbred dammblomfluga ingår i släktet dammblomflugor, och familjen blomflugor. Arten är reproducerande i Sverige.